# Aristolochia viperina
Aristolochia viperina är en piprankeväxtart som beskrevs av Chod. & Hassler. Aristolochia viperina ingår i släktet piprankor, och familjen piprankeväxter. Inga underarter finns listade i Catalogue of Life.